# Meleda
Meleda (in croato Mljet) è un comune di 1 081 abitanti nella regione raguseo-narentana in Croazia il cui territorio coincide con l'omonima isola. Nelle vicinanze si trova il celebre monastero di Santa Maria di Meleda.

## Geografia
La parte occidentale dell'isola costituisce il parco nazionale di Meleda, costituito nel 1960. L'isola è quasi interamente coperta di vegetazione, in particolare pini e lecci. Si ritiene che quest'isola possa essere identificata con Ogigia, la leggendaria isola narrata nell'Odissea di Omero.  

## Storia
Durante la seconda guerra mondiale Meleda fu un comune della provincia di Spalato, suddivisione amministrativa del Governatorato della Dalmazia, dipendente dal Regno d'Italia dal 1941 al 1943.

## Località
Il comune di Meleda è suddiviso in 20 frazioni (naselja) di seguito elencate. Tra parentesi il nome in lingua italiana, a volte desueto.
- Babine Kuće (Porto Fontana): 30 ab.
- Babino Polje (Babbinopoglie[3], Babinopòglie o Pian di Bàbino o anche Piana della Balia): 270 ab.
- Blato (Blatta di Méleda o Blatto[3]): 39 ab.
- Goveđari (Govegiari[3]): 151 ab.
- Korita (Coritta[3], Coritti o Corrita o anche Gorrita): 46 ab.
- Kozarica (Cosarizza): 28 ab.
- Njivice (Gnìvizze): 10 ab.
- Maranovići (Maranòvici): 43 ab.
- Okuklje (Occùchie[4] o Camera[5]): 31 ab.
- Pomena (Petraia o Poména): 52 ab.
- Prožurska Luka (Porto Chiave): 40 ab.
- Polače (Porto Palazzo): 113 ab.
- Pristanište (Santa Maria di Méleda):
- Prožura (Progiorra[6] o Prosgiorra[3] o anche Prosùra[7]): 40 ab.
- Ropa: 37 ab.
- Saplunara: 67 ab.
- Sobra (Porto Mezzo): 131 ab.
- Soline (Saline): 25 ab.
- Tatinica (Tatinizza): 10 ab.
- Velika Loza (Porto Loggia): 10 ab.

La sede comunale è posta nella località di Babino Polje.